# سیارک ۱۲۸۰۰
سیارک ۱۲۸۰۰ (به انگلیسی: 12800 Oobayashiarata، نامگذاری:1995WQ7) دوازده هزار و هشتصدمین سیارک کشف شده‌است که در ۲۷ نوامبر ۱۹۹۵ کشف شد.
قدر مطلق سیارک برابر ۱۴٫۰۰ است.